# Tanytarsus zimbabwensis
Tanytarsus zimbabwensis är en tvåvingeart som beskrevs av Harrison 2004. Tanytarsus zimbabwensis ingår i släktet Tanytarsus och familjen fjädermyggor.
Artens utbredningsområde är Zimbabwe. Inga underarter finns listade i Catalogue of Life.